# Richie Merritt
Richie Merritt (* 26. April 2001 in Baltimore) ist ein US-amerikanischer Schauspieler.

## Leben und Karriere
Merritt wuchs in Baltimore geboren. Er besuchte die Dundalk High School. Eine Casting-Agentin stieß während einer Recherche für den Film White Boy Rick auf ihn, nachdem er zur Schulleitung geschickt worden war. Kurz darauf wurde er zu einem Vorsprechen eingeladen, das ihm schließlich die Hauptrolle im Film White Boy Rick einbrachte.
Anschließend spielte er 2021 eine  Nebenrolle im Film Clean. 2022 hatte er einen Gastauftritt in zwei Episoden der HBO-Serie Euphoria. Unter anderem trat er 2024 im Film Lola als Malachi auf.

## Filmografie
Filme
- 2018: White Boy Rick
- 2021: Clean
- 2024: Lola

Serien
- 2022: Euphoria